# Gastrosaccus spinifer
Gastrosaccus spinifer är en kräftdjursart som först beskrevs av Goës 1863.  Gastrosaccus spinifer ingår i släktet Gastrosaccus och familjen Mysidae. Arten är reproducerande i Sverige. Inga underarter finns listade i Catalogue of Life.

## Bildgalleri

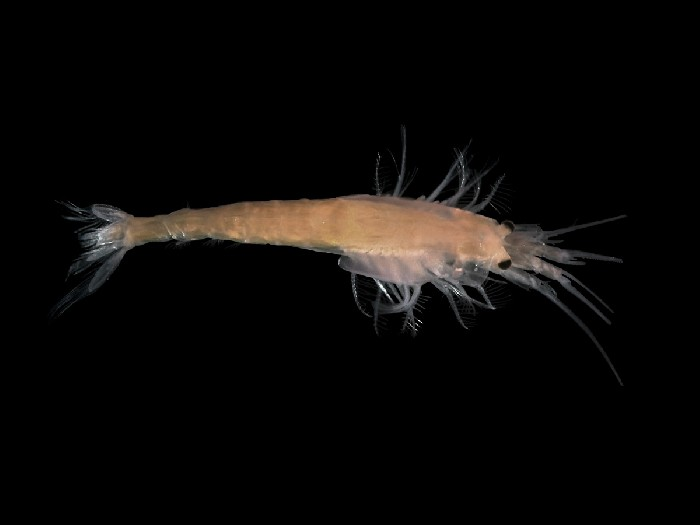